# Egberto de Schönau
Egberto de Schönau o Eckbert von Schönau, también conocido como Eckbert de Schönau (c. 1120-1184), fue un monje y abad benedictino de la abadía de Schönau (Renania), escritor y hermano de la mística y escritora Isabel de Schönau.

## Biografía
Egberto nació en el seno de una familia devota y distinguida llamada Hartwig, a orillas del Rin Medio. Era hermano de Isabel de Schönau (1129-1164), cuya vida escribió y publicó. Estudió en París y durante un tiempo fue canónigo de la colegiata de los Santos Casio y Florencio de Bonn.
El monasterio de San Florián en Schönau del Taunus era un monasterio dúplice. Su hermana menor Isabel, cuya salud nunca había sido fuerte, había ingresado en el convento femenino muchos años antes como estudiante, a la edad de doce años. A pesar de las objeciones de otros miembros de la familia, Isabel le instó para que acudiera a registrar sus visiones, y en 1155 se hizo benedictino en el monasterio. 
Siendo canónigo en Bonn había tenido ocasión de hablar a menudo con cátaros y, tras su profesión monástica, fue invitado por Reinaldo de Dassel, arzobispo de Colonia, que había estudiado junto a él en las escuelas de París, a debatir públicamente con los líderes de la secta en la misma Colonia.
Alrededor de 1155 se descubrieron en Colonia varias tumbas que, según se dijo, contenían los restos de Santa Úrsula y sus compañeras. Esto llevó a Egberto a componer un nuevo relato de la historia de Úrsula. Durante el cisma papal que siguió a la muerte del papa Adriano IV, apoyó al antipapa  Víctor IV por lealtad al emperador Federico I Barbarroja. En 1166, tras la muerte del primer abad, Hildelin, fue puesto al frente del monasterio. Como abad, promovió la devoción al Inmaculado Corazón de María. Theodore A. Koehler le atribuye ser "el primero en componer una oración en honor del Inmaculado Corazón de María".
Egberto predicó y escribió en defensa de las enseñanzas de la Iglesia contra las doctrinas de los cátaros. Hacia 1163, escribió catorce sermones contra el catarismo, Sermones contra Catharos. Se basó en la discusión de Agustín de Hipona sobre los maniqueos para describir lo que él creía que eran sus orígenes, pero distinguió la secta contemporánea de la versión anterior. Además, ofreció un relato detallado de la primera etapa del catarismo en Renania.
Por su buen conocimiento personal de los cátaros, descubrió que su negativa a comer carne se basaba en la convicción de que "toda carne estaba hecha por el diablo" y que creían que Cristo "no tenía verdaderamente carne humana, sino una especie de carne simulada".
Ante la cercanía de la muerte de su hermana Isabel en 1164, que por entonces era abadesa, amonestó a su hermano para que permaneciera en la abadía, siendo enterrada en la iglesia abacial de San Florián. Aunque más tarde le ofrecieron cargos más importantes, siguió su consejo. Eckebert murió en 1184 u 1185 y fue enterrado cerca del altar mayor de la iglesia del monasterio.

## Obras
Sus escritos sobre la humanidad de Cristo influyeron en el Lignum vitae de Buenaventura. A la muerte de Isabel, en 1164, escribió el luctuoso tratado De obitu dominae Elisabeth.
Entre sus obras destacan:
- De Laude Crucis (Patrologia Latina, CXCV).
- Soliloquium seu Meditationes - 18 oraciones o meditaciones alabando el amor de Jesucristo.
- Ad Beatam Virginem Deiparam sermo Panegyricus (Patrologia Latina, CXCV, CLXXXIV).
- De sanctâ Elizabethâ virgine, una biografía de su hermana Isabel, una parte de la cual está en Patrologia Latina, CXCV, y en Acta Sanctorum, June, IV, 501 sqq. (ed. Victor Palmé, 1867).
- Stimulus Amoris -  un tratado sobre la Pasión de Cristo anteriormente atribuido a Bernardo de Claraval.
- Edición completa de sus obras editados por F. W. E. Roth, Die Visionen der hl. Elisabeth und die Schriften der Aebte Ekbert und Emecho von Schönau (Brno, 1884).